# 텍스처 필터링
텍스처 필터링(texture filtering) 또는 텍스처 스무딩(texture smoothing)은 컴퓨터 그래픽스에서 주변 텍셀(예: 텍스처의 픽셀)의 색상을 사용하여 텍스처 매핑된 화소의 텍스처 색상을 결정하는 데 사용되는 방법이다.
필터링은 텍스처가 다양한 모양, 크기, 각도 및 비율로 적용되는 방법을 설명한다. 선택한 필터 알고리즘에 따라 결과는 다양한 정도의 흐림, 세부 묘사, 공간적 앨리어싱, 시간적 앨리어싱 및 차단을 표시한다. 상황에 따라 필터링은 소프트웨어(예: 소프트웨어 렌더링 패키지) 또는 하드웨어에서 수행될 수 있다. 실시간 또는 GPU 가속 렌더링 회로를 사용하거나 둘을 혼합하여 사용할 수 있다. 가장 일반적인 대화형 그래픽 응용 프로그램의 경우 최신 텍스처 필터링은 메모리 캐싱 및 프리페치를 통해 메모리 액세스를 최적화하고 사용자와 개발자가 사용할 수 있는 다양한 알고리즘을 구현하는 전용 하드웨어에 의해 수행된다.
텍스처 필터링에는 확대 필터링과 축소 필터링이라는 두 가지 주요 범주가 있다. 상황에 따라 텍스처 필터링은 희소 자료를 보간하여 간격(확대)을 채우는 재구성 필터 유형이거나 텍스처 샘플이 샘플 주파수에 필요한 것보다 더 높은 주파수에 존재하는 안티 앨리어싱(AA) 유형이다. 텍스처 채우기(축소)에 필요하다.
컴퓨테이션 복잡성, 메모리 대역폭 및 이미지 품질 간에 서로 다른 균형을 이루는 텍스처 필터링 방법에는 여러 가지가 있다.